# Ryszard Dominiak
Ryszard Władysław Dominiak (ur. 26 czerwca 1928 w Łodzi) – polski poeta i prozaik.

## Życiorys
Ukończył fizykę na Uniwersytecie Łódzkim. Debiutował 1976 na łamach prasy jako poeta. Jest autorem powieści społeczno-obyczajowych i science-fiction, a także opowiadań nagradzanych na ogólnopolskich konkursach literackich.

### Działalność polityczna
Był członkiem PZPR (od 1953), Związku Walki Młodych (1945–1948) i Związku Młodzieży Polskiej (1948–1956). Pracował jako kierownik referatu w Wydziale Finansowym Prezydium Wojewódzkiej Rady Narodowej w Łodzi (1953–1954), kierownik wydziału w Zarządzie Wojewódzkim ZMP w Łodzi (1955–1956) oraz Referatu Informacji w Zarządzie Wojewódzkim ZMS w Łodzi (1960–1961). Do 1975 był kierownikiem Kancelarii I Sekretarza Komitetu Wojewódzkiego PZPR w Łodzi.

### Życie prywatne
Był synem Ignacego i Otylii Dominiaków.

## Publikacje

### Poezja
- Oczekiwanie, Wydawnictwo Łódzkie, 1977[1]

### Powieści
- Tenegera 3 wzywa SOS, Wydawnictwo Łódzkie, 1980
- W godzinę po zachodzie słońca, Ludowa Spółdzielnia Wydawnicza, 1980
- Róże w glinianym naczyniu, 1982[2]
- Tajemnica planety Hat, Ludowa Spółdzielnia Wydawnicza, 1986
- Gdzieś w Carateli, Wydawnictwo Łódzkie, 1989[1]

### Antologie
- Bez surmy i munduru, Wydawnictwo Łódzkie, 1977[1]